# Cardena andaluza
La cardana andaluza est une race bovine originaire d'Andalousie dans le Sud de l'Espagne. C'est une race autochtone élevée pour sa viande

## Origine

### Étymologie
Elle est originaire, comme son nom l'indique, d'Andalousie dans le Sud de l'Espagne. 
Elle appartient au groupe de races du rameau ibérique.
Elle a failli disparaitre à la fin du XXe siècle lorsqu'un recensement en 1998 n'a trouvé que 11 vaches et 1 taureau pure race. Depuis, des mesures conservatoires ont permis d'atteindre un effectif de 1 102 animaux en 2011.

## Morphologie
Elle porte une robe grise résultant du mélange de poils blancs et noirs. La proportion de chacun donne des nuances de gris du clair presque blanc au sombre anthracite.
C'est une grande race avec des vaches mesurant 130 à 140 cm au garrot pour 500 à 600 kg et des taureaux 140 à 150 cm pour 900 à 1 000 kg.

## Aptitudes
C'est une race utilisée anciennement pour sa force de traction ; elle a la réputation d'apprendre vite. Elle est reconvertie dans la production bouchère. La viande est renommée pour sa saveur et sa tendreté.
L'élevage est conduit en semi liberté dans le paysage de dehesa. La vache élève bien son veau qui atteint le poids d'abattage de 200 à 210 kg vers 6 à 7 mois. En revanche, la vache est peu précoce et la production bouchère est peu rentable.
Des bœufs castrés peuvent être utilisés pour conduire les groupes de toro de Lidia, les taureaux de combat destinés à la corrida.